# V335 Близнецов
V335 Близнецов (лат. V335 Geminorum), HD 52422 — кратная звезда в созвездии Близнецов на расстоянии (вычисленном из значения параллакса) приблизительно 1 780 световых лет (около 546 парсек) от Солнца.
Пара первого и второго компонентов — двойная затменная переменная звезда типа Алголя (EA). Видимая звёздная величина звезды — от +8,05m до +7,9m. Орбитальный период — около 1,7678 суток.

## Характеристики
Первый компонент (WDS J07021+2148Aa) — бело-голубая звезда спектрального класса B9V, или B9IV, или B9. Масса — около 4,819 солнечных, радиус — около 4,764 солнечных, светимость — около 50,04 солнечных. Эффективная температура — около 8614 К.
Третий компонент — красный карлик спектрального класса M. Масса — около 346,52 юпитерианских (0,3308 солнечной). Удалён в среднем на 2,543 а.е..
Четвёртый компонент (WDS J07021+2148B). Видимая звёздная величина звезды — +8,3m. Удалён на 0,1 угловой секунды.